# Eulophia holubii
Eulophia holubii är en orkidéart som beskrevs av Robert Allen Rolfe. Eulophia holubii ingår i släktet Eulophia och familjen orkidéer. Inga underarter finns listade i Catalogue of Life.